# 小山立雄
小山 立雄（こやま たつお、1926年 - 2011年9月25日 ）は、日本のホテル経営者である。

## 経歴
1926年、長野県に生まれる。陸軍士官学校を卒業。1955年に新宿で簡易旅館業を始める。1966年に熊谷市に「レジャーハウス美松」という、いわゆるラブホテルを開業して成功した。1971年に「アイネ」1号店を沼津市に開業し、その後ラブホテルの一大チェーンとなる「アイネグループ」を拡大していった。

## 著書
- 『ラブホテル一代記』（イースト・プレス、2010年）